# Hohelied der Liebe (1. Korinther 13)

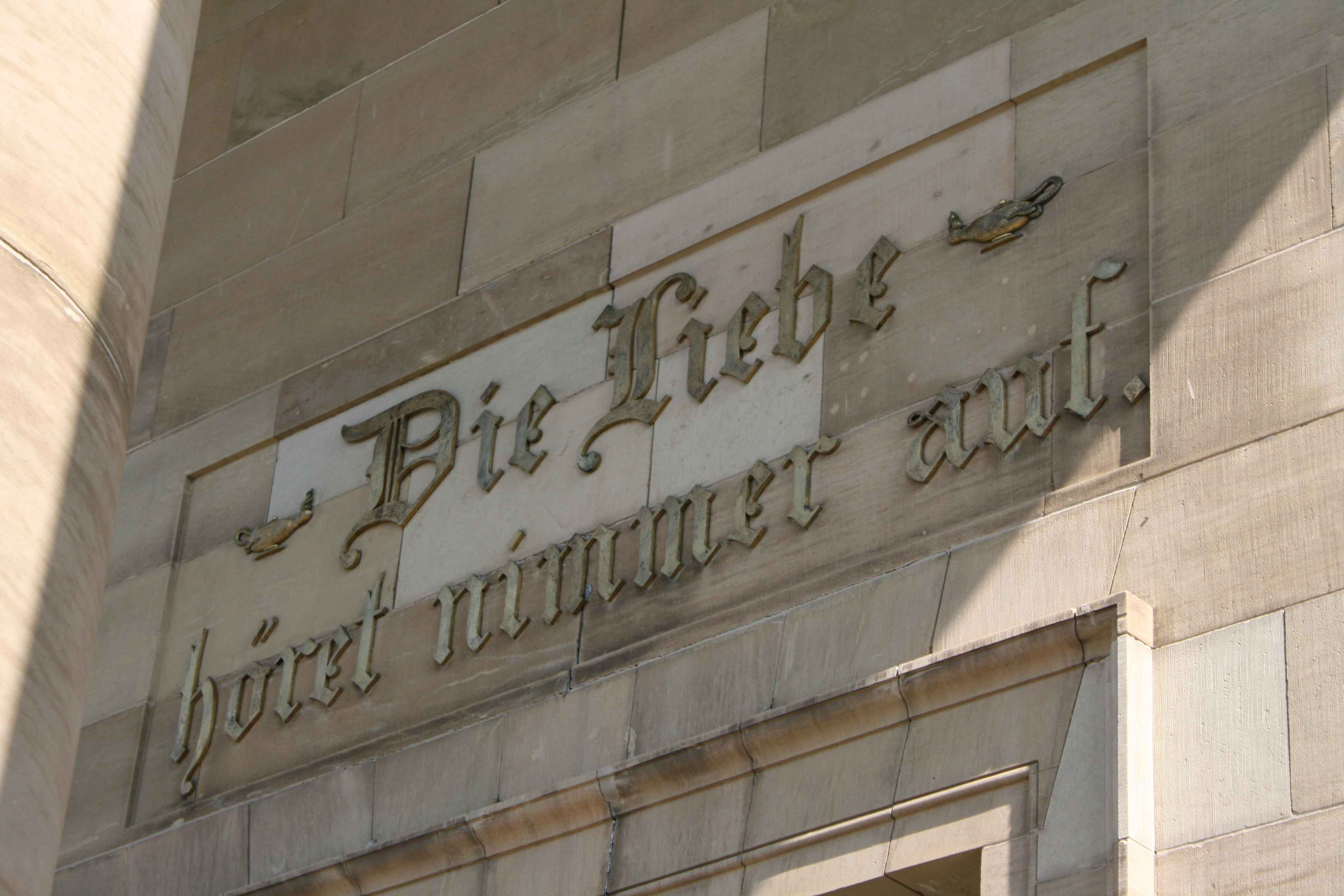
Grabkapelle auf dem Württemberg

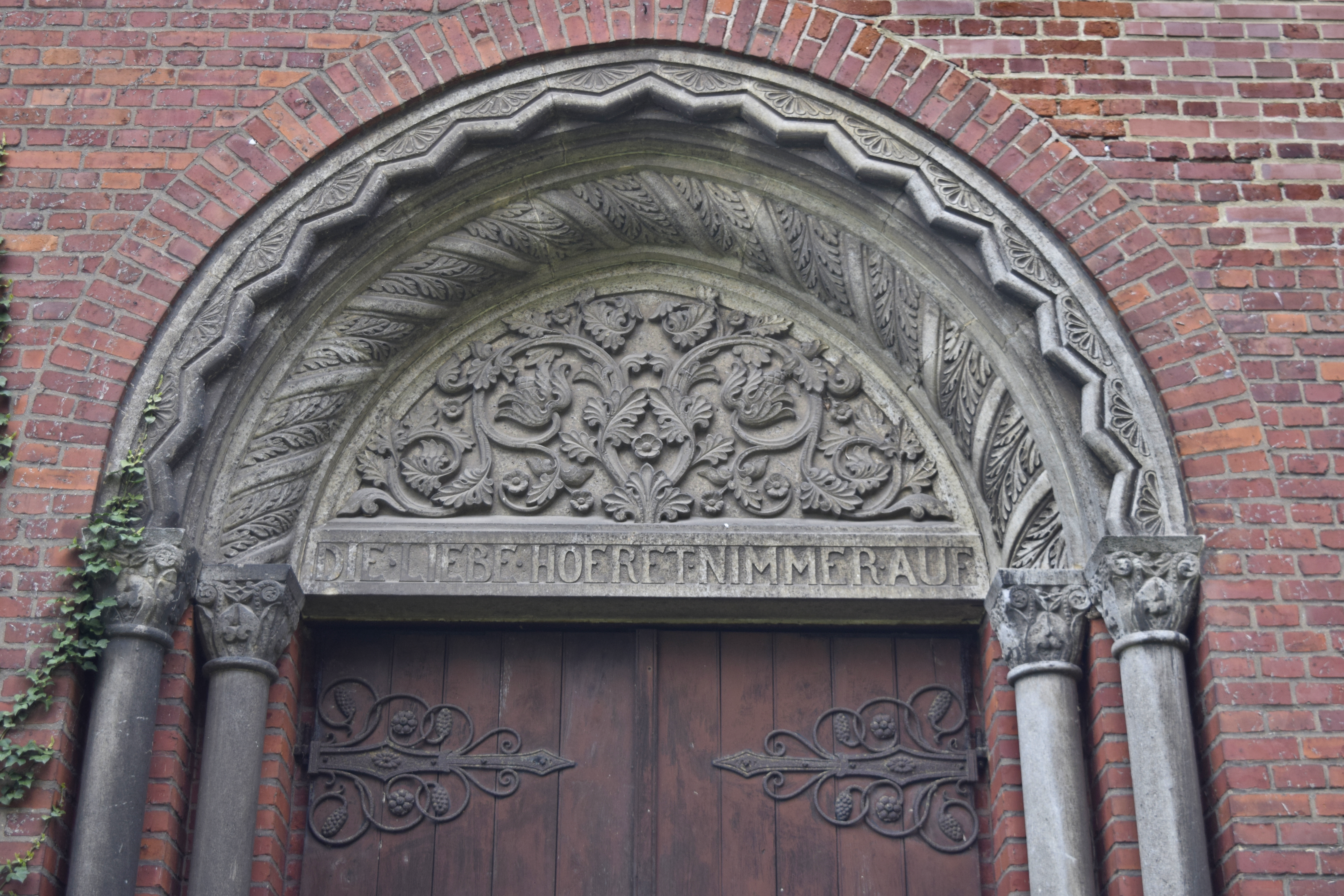
Portalbogen der Klosterkapelle Marienstern in Mühlberg/Elbe mit Versausschnitt Die Liebe höret nimmer auf aus Korinther 13,8a

Das Hohelied der Liebe aus dem 13. Kapitel des 1. Korintherbriefs (1 Kor 13,1–13 ) des Paulus von Tarsus ist ein Hymnus über die Liebe, wobei die eigentliche Beschreibung der Liebe in 13,4–8a erfolgt, von „Die Liebe ist langmütig“ bis zu „Die Liebe vergeht niemals“ (dazu noch 13,13: „die Liebe ist die größte“).

## Text von 1. Korinther 13

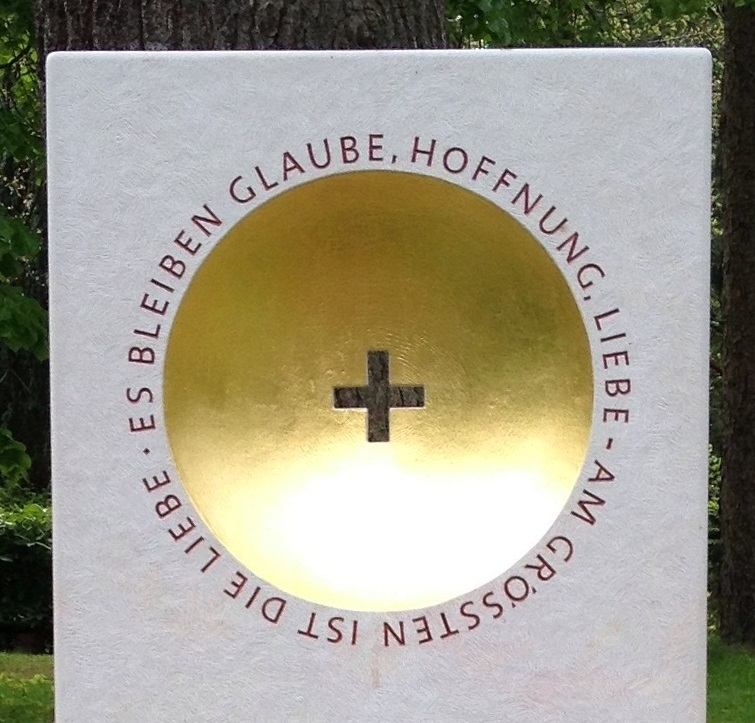
Goslar, Grabstein von 2012

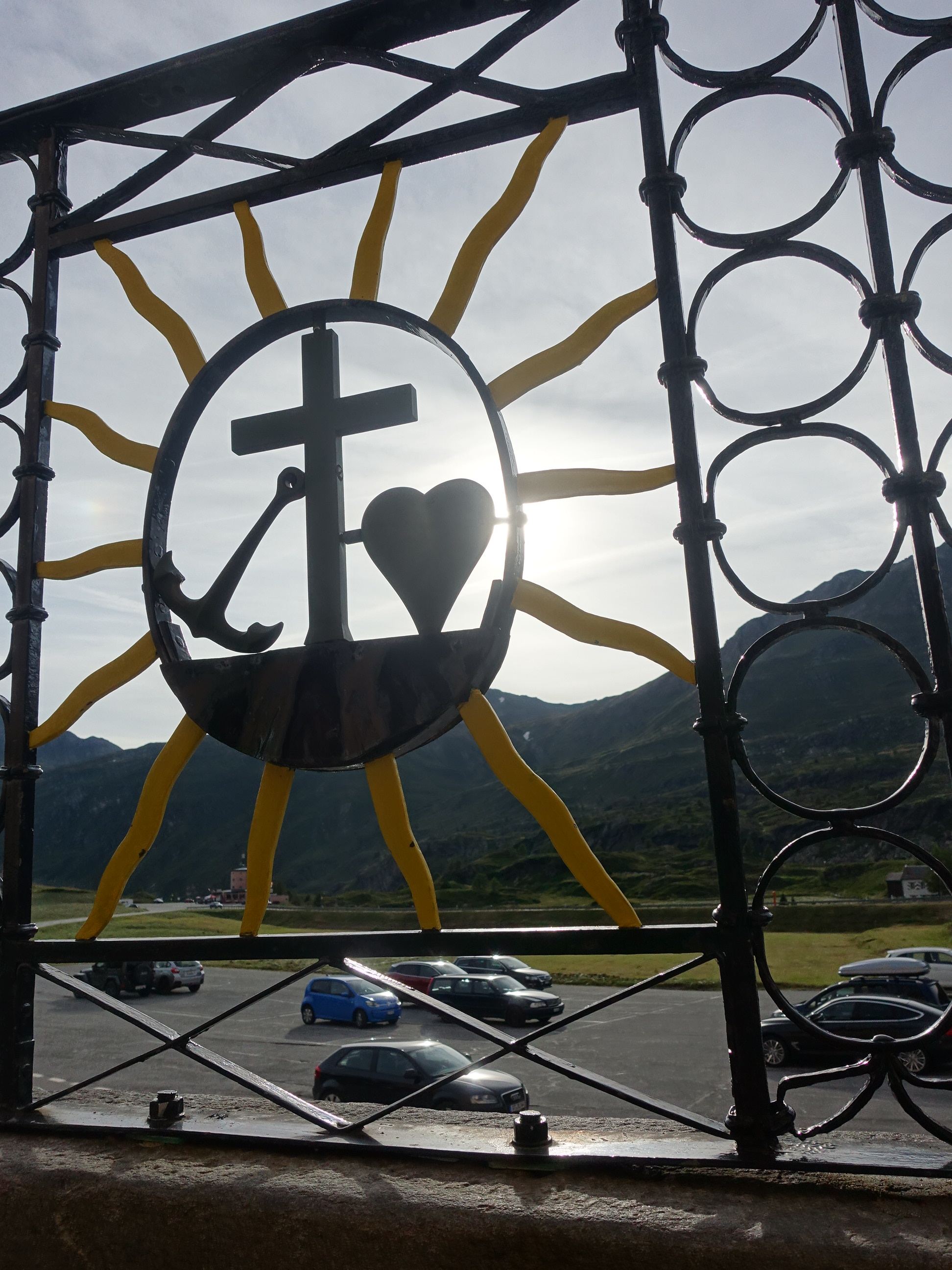
Glaube–Liebe–Hoffnung am Simplon-Hospiz

Die Textversion der Lutherbibel: 
Wenn ich mit Menschen- und mit Engelzungen redete und hätte der Liebe nicht, so wäre ich ein tönendes Erz oder eine klingende Schelle. Und wenn ich prophetisch reden könnte und wüsste alle Geheimnisse und alle Erkenntnis und hätte allen Glauben, sodass ich Berge versetzen könnte, und hätte der Liebe nicht, so wäre ich nichts. Und wenn ich alle meine Habe den Armen gäbe und meinen Leib dahingäbe, mich zu rühmen, und hätte der Liebe nicht, so wäre mir’s nichts nütze.
Die Liebe ist langmütig und freundlich, die Liebe eifert nicht, die Liebe treibt nicht Mutwillen, sie bläht sich nicht auf,
sie verhält sich nicht ungehörig, sie sucht nicht das Ihre, sie lässt sich nicht erbittern, sie rechnet das Böse nicht zu,
sie freut sich nicht über die Ungerechtigkeit, sie freut sich aber an der Wahrheit;
sie erträgt alles, sie glaubt alles, sie hofft alles, sie duldet alles.
Die Liebe höret nimmer auf, wo doch das prophetische Reden aufhören wird und das Zungenreden aufhören wird und die Erkenntnis aufhören wird. Denn unser Wissen ist Stückwerk und unser prophetisches Reden ist Stückwerk. Wenn aber kommen wird das Vollkommene, so wird das Stückwerk aufhören. Als ich ein Kind war, da redete ich wie ein Kind und dachte wie ein Kind und war klug wie ein Kind; als ich aber ein Mann wurde, tat ich ab, was kindlich war. Wir sehen jetzt durch einen Spiegel in einem dunklen Bild; dann aber von Angesicht zu Angesicht. Jetzt erkenne ich stückweise; dann aber werde ich erkennen, gleichwie ich erkannt bin.
Nun aber bleiben Glaube, Hoffnung, Liebe, diese drei; aber die Liebe ist die größte unter ihnen. (1 Kor 13,1ff. )
Das gleiche Kapitel lautet in der Einheitsübersetzung (Veränderungen der Revision 2016 kursiv; der die Liebe beschreibende Mittelteil ist stärker eingerückt):
Wenn ich in den Sprachen der Menschen und Engel redete, / hätte aber die Liebe nicht, / wäre ich dröhnendes Erz oder eine lärmende Pauke. Und wenn ich prophetisch reden könnte / und alle Geheimnisse wüsste / und alle Erkenntnis hätte; / wenn ich alle Glaubenskraft besäße / und Berge damit versetzen könnte, / hätte aber die Liebe nicht, / wäre ich nichts. Und wenn ich meine ganze Habe verschenkte / und wenn ich meinen Leib opferte, um mich zu rühmen, / hätte aber die Liebe nicht, / nützte es mir nichts.
Die Liebe ist langmütig, / die Liebe ist gütig. / Sie ereifert sich nicht, / sie prahlt nicht, / sie bläht sich nicht auf. Sie handelt nicht ungehörig, / sucht nicht ihren Vorteil, / lässt sich nicht zum Zorn reizen, / trägt das Böse nicht nach. Sie freut sich nicht über das Unrecht, / sondern freut sich an der Wahrheit. Sie erträgt alles, / glaubt alles, / hofft alles, / hält allem stand. Die Liebe hört niemals auf. /
Prophetisches Reden hat ein Ende, / Zungenrede verstummt, / Erkenntnis vergeht. Denn Stückwerk ist unser Erkennen, / Stückwerk unser prophetisches Reden; wenn aber das Vollendete kommt, / vergeht alles Stückwerk. Als ich ein Kind war, / redete ich wie ein Kind, / dachte wie ein Kind / und urteilte wie ein Kind. Als ich ein Mann wurde, / legte ich ab, was Kind an mir war. Jetzt schauen wir in einen Spiegel / und sehen nur rätselhafte Umrisse, / dann aber schauen wir von Angesicht zu Angesicht. Jetzt ist mein Erkennen Stückwerk, / dann aber werde ich durch und durch erkennen, / so wie ich auch durch und durch erkannt worden bin. Für jetzt bleiben Glaube, Hoffnung, Liebe, diese drei; / doch am größten unter ihnen ist die Liebe. (1 Kor 13,1ff. )

## Parallelen
Eine ähnlich lange Beschreibung der Liebe gibt Paulus im Römerbrief (Röm 12,9–13 ):
Die echte Liebe:
Das Böse verabscheuend, dem Guten anhaftend, in der Geschwisterliebe einander herzlich liebend, an Ehre einander höher achtend, nicht zögernd im Eifer, brennend im Geist, dem Herrn dienend, fröhlich in Hoffnung, geduldig in Bedrängnis, ausdauernd im Gebet, sich der Nöte der Heiligen annehmend, Gastfreundschaft gewährend.
Vor dieser Beschreibung der Liebe bespricht Paulus die Charismen. Auf die Erwähnung der „echten Liebe“ in Vers 9 folgt eine Reihe von Partizipien („verabscheuend“ usw.), danach folgen ab Vers 14 mehrere Imperative („segnet!“ usw.).
Ein Loblied auf die Liebe findet sich bereits im Alten Testament (Hoheslied 1ff ). Dieses „Lied der Lieder“ (auch Hohelied oder Hohes Lied genannt) wird Salomo zugeschrieben und schildert den gegenseitigen Lobpreis zweier Liebender.

## Vertonungen
- Orlando di Lasso vertonte die Verse 11–13 in seiner geistlichen Motette Cum essem parvulus.
- Vier ernste Gesänge für Bass und Klavier (Lied 4) von Johannes Brahms (1896), die Verse 1–3 und 12–13.
- Joni Mitchell verwendete einen Großteil des Textes in ihrem Song Love für ihr Album Wild Things Run Fast von 1982 (und voll orchestriert auf dem retrospektiven Travelogue-Album von 2004).
- Sinfonie Nr. 6 „Liturgische“ für Bariton, Chor und Orchester von Andrei Jakowlewitsch Eschpai (1989)
- Das Hohelied der Liebe für gemischten vierstimmigen Chor von Benno Jünemann (2004)
- Hohelied der Liebe vom Album Lichtgestalt (2005) der Band Lacrimosa
- Have I not Love von Steve Dobrogosz
- Liebe ist von Nena (2005)
- Für den Film Drei Farben: Blau von Krzysztof Kieślowski (1993) verwendete  Zbigniew Preisner den Text für das im Film zunächst unvollendete Lied für die Einigung Europas.[2]

## Einzelbelege
1. ↑  Zur Übersetzung dieses Abschnitts siehe Franz Graf-Stuhlhofer: Basis predigen. Grundlagen des christlichen Glaubens in Predigten, dazu eine didaktische Homiletik für Fortgeschrittene. Verlag für Theologie und Religionswissenschaft, Nürnberg 2010, insb. S. 145–147.
2. ↑  Lutz Haucke: Alte Farben – neue Werte? Krzysztof Kieślowskis Farbentrilogie (1993/94). In: Kulturation, Online Journal für Kultur, Wissenschaft und Politik. Nr. 2, 2006, ISSN 1610-8329 (foerderband.org [abgerufen am 22. Februar 2025]).